# Лимонадный рот
«Лимонадный рот» (англ. Lemonade Mouth) — музыкальный драматический фильм из цикла «Оригинальное кино» канала Disney Channel. Фильм был снят по мотивам одноименной книги Марка Питера Хьюза. В России показ состоялся 17 мая 2012 года на канале Disney.

## Сюжет
В новую школу посреди учебного года переводится «трудный подросток» Стелла Ямада (Хейли Кийоко). Она отказывается соблюдать принятый директором Брэниганом (Кристофер Макдональд) дресс-код и, вопреки просьбам матери «не устраивать конфликтные ситуации», устраивает скандал на церемонии открытия нового спортивного зала, из-за чего получила дисциплинарное взыскание.
Скотт Пикетт (Ник Ру) — член футбольной команды школы и гитарист рок-группы «Камнепад» — воспользовавшись тем, что директор занят разбором поступка Стеллы, уговаривает свою девушку Мохини Бэнджери (Наоми Скотт) — примерную ученицу, родители которой запрещают ей встречаться с парнями — прогулять уроки, однако Брэниган видит их через камеру видеонаблюдения и, угрожая в следующий раз позвонить родителям девушки, выписывает Мо взыскание (Скотт не попал под него из-за привилегированного отношения директора к спортсменам).
На тренировке футбольной команды школы случается конфликт между Чарльзом Дельгадо (Майкл Блэк) и игроком Рэем Бичем (Крис Брошу). Старший брат Чарльза Томми — известный футболист, но самому ему больше нравится играть на барабанах, что не устраивает его родителей. В ходе стычки Чарли попадает мячом в тренера и также получает взыскание.
Уэн Гиффорд (Адам Хикс) живёт со своим отцом и его возлюбленной Сидни (на которой тот хочет жениться, что не нравится Уэну, проявляющему к ней враждебность, хотя сама Сидни пытается установить с ним контакт). Во время занятия по истории Уэна вызывают выступить с докладом и он обнаруживает, что взял не ту папку. В последний момент прибегает Сидни и передаёт нужную папку, но Уэн оскорбляет её и преподавателя, за что получает взыскание.
Оливия Уайт (Бриджит Мендлер) во время обхода сидит в подсобке, где сочиняет новую песню. Когда мимо на гироскутере проезжает директор Брэниган, инвентарь падает на Оливию и услышавший её голос директор выписывает взыскание.
После окончания занятий пятеро подростков спускаются в подвал на отработку, где видят лимонадный автомат. В кабинете для отбывания наказания царит беспорядок и протекает потолок, из-за чего учитель музыки мисс Резник (Тиша Кэмпбелл) приходит в негодование и просит их навести порядок, пока она сходит к Брэнигану и выскажет ему недовольство (вместо ремонта кабинета деньги спонсоров были потрачены на новый спортзал). Начав уборку, они исполняют песню, которую услышала вернувшаяся мисс Резник. Придя в восторг, она предложила Оливии, Стелле, Уэну, Чарли и Мо создать свою группу.
Ребята (под напором Стеллы) согласились рискнуть и решили принять участие в школьном шоу «Хэллоуин Дэнс» (на разогреве перед выступлением «Камнепада»). Несмотря на страх Оливии выступать перед публикой и открытый саботаж Рэя, «Лимонадный рот» с сокрушительным успехом выступает с двумя песнями вместо одной (по инициативе Стеллы) и становится популярным. Но директору Брэнигану не понравилось самовыражение группы и протестное содержание их песен, поэтому он запретил всякие выступления группы в школе. Вскоре нашёлся выход — группа стала выступать каждый четверг в кафе-пиццерии «У Данте».
Чуть позже на одной радиостанции проиграли их песню «Сжигай мосты», чему ребята были очень рады. Но, когда, казалось бы, «Лимонадному рту» улыбнулась удача, одной за другой посыпались неприятности: неудачное выступление в пиццерии завершилось дракой, Мо рассорилась со Скоттом (из-за козней Рэя) и заболела, Чарли поссорился с Мо и сломал три пальца, у Уэна возник синяк под глазом из-за удара краем портрета Сидни (когда его отец сказал ему, что собирается сделать ей предложение), Оливия рассорилась с Уэном и сорвала голос. Только Стелла осталась невредимой, но после её протеста вывозу лимонадного автомата из школы (в соответствии с условием соглашения со спонсорами), всех ребят арестовали. Когда их родные приходят за ними, они мирятся.
Шансов на успешное выступление в конкурсе «Звездный дождь» (куда Стелла уже успела записать группу) уже не оставалось. Тем не менее, «Лимонадный рот» вышел на сцену и, когда ребята не смогли исполнить свою песню, поклонники из зала начали петь её сами, и совместными усилиями фанатов и Скотта, который решился помочь, песня прозвучала.
Хотя «Лимонадный рот» проиграл «Камнепаду», отношения между участниками наладились. После, на свадьбе отца Уэна и Сидни, Стелла нашла общий язык с директором фирмы organic-лимонада Мэлом, который стал новым спонсором школы, после чего в ней построили новый музыкальный зал с помещениями для всех кружков и секций, тем самым выполнив мечту мисс Резник.
В конце Оливия, от лица которой идёт повествование, отправляет своему отцу (сидящему в тюрьме) письмо с рассказом об группе.

## В ролях
| Актёр                | Роль                                           |
| -------------------- | ---------------------------------------------- |
| Бриджит Мендлер      | Оливия Уайт                                    |
| Адам Хикс            | Уэнделл «Уэн» Гиффорд                          |
| Хейли Кийоко         | Стелла Ямада                                   |
| Наоми Скотт          | Мохини «Мо» Бэнджери                           |
| Блейк Майкл          | Чарльз «Чарли» Дельгадо                        |
| Крис Брошу           | Рэй Бич                                        |
| Шишир Куруп          | мистер Бэнджери                                |
| Тиша Кемпбелл        | учительница музыки Дженни Резник               |
| Кристофер Макдональд | директор школы Стэнли Брэниган                 |
| Ник Ру               | солист группы Камнепад, парень Мо Скотт Пикетт |

## Роли дублировали
| Актёр              | Роль              |
| ------------------ | ----------------- |
| Варвара Чабан      | Оливия            |
| Глеб Гаврилов      | Вэн               |
| Виктория Слуцкая   | Стелла            |
| Эльвира Ишмуратова | Мо                |
| Роман Данилюк      | Чарли             |
| Максим Сергеев     | мистер Бэнджери   |
| Елена Шульман      | мисс Резник       |
| Вадим Романов      | директор Брэниган |
| Александр Трофимов | Скотт             |

## Съёмки
Фильм был снят в Альбукерке, штат Нью-Мексико.

## Саундтрек
Саундтрек к фильму вышел 12 апреля 2011 года под лейблом Walt Disney Records в Apple Music
| №                   | Название                   | Автор(ы)                                                                         | Исполнители                                                    | Длительность |
| ------------------- | -------------------------- | -------------------------------------------------------------------------------- | -------------------------------------------------------------- | ------------ |
| 1.                  | «Turn Up the Music»        | Adam Watts Andy Dodd                                                             | Адам Хикс Бриджит Мендлер Наоми Скотт Хейли Кийоко Блейк Майкл | 2:56         |
| 2.                  | «Somebody»                 | Lindy Robbins Reed Vertelney                                                     | Бриджит Мендлер                                                | 3:28         |
| 3.                  | «And the Crowd Goes»       | Jeannie Lurie Aris Archontis Chen Neeman                                         | Крис Брошу                                                     | 2:47         |
| 4.                  | «More Than a Band»         | Lurie Archontis Neeman                                                           | Бриджит Мендлер Наоми Скотт Хейли Кийоко Блейк Майкл Адам Хикс | 2:40         |
| 5.                  | «She's So Gone»            | Matthew Tishler Shane Stevens Christensen                                        | Наоми Скотт                                                    | 3:06         |
| 6.                  | «Here We Go»               | Ali Dee Vincent Alfieri Zach Danziger                                            | Адам Хикс Бриджит Мендлер Хейли Кийоко                         | 2:52         |
| 7.                  | «Determinate»              | Niclas Molinder Joacim Persson Johan Alkenäs Charlie Mason Ebony Burks Адам Хикс | Адам Хикс Бриджит Мендлер Наоми Скотт Хейли Кийоко             | 3:18         |
| 8.                  | «Don't Ya Wish U Were Us?» | Tom Leonard Robbins Vertelney                                                    | Крис Брошу                                                     | 3:19         |
| 9.                  | «Breakthrough»             | Bryan Todd Maria Christensen Shridhar Solanki Адам Хикс                          | Адам Хикс Бриджит Мендлер Наоми Скотт Хейли Кийоко             | 3:27         |
| 10.                 | «Livin' On a High Wire»    | Windy Wagner Ken Stacey David Walsh Joleen Belle Адам Хикс                       | Адам Хикс Бриджит Мендлер Наоми Скотт                          | 2:38         |
| Общая длительность: | Общая длительность:        | Общая длительность:                                                              | Общая длительность:                                            | 30:32        |

## Возможное продолжение
В начале 2011 года автор книги Лимонадный рот заявил, что он работает над продолжением первой части. Кроме того, Блейк Майкл, сыгравший роль Чарли, заявил: «Всё зависит от зрителей, если они хотят продолжение, то почему бы и нет, они получат его. Disney — отличная компания, так что вы не можете предугадать их действия». Так же на выставке Licensing International Expo 2011 было сказано, что фильм «Лимонадный рот 2» находится в разработке. Но, так или иначе, 6 апреля 2012 Крис Брошу, сыгравший в фильме Рэя, в своем аккаунте в Twitter написал, что продолжения не будет. В 2012 году Бриджит Мендлер заявила, что сиквел сниматься не будет, так как «вся команда Дисней решили, что фильм завершил свой рассказ в первой части».

## Номинации и награды
Патрисия Ригген как режиссёр этого фильма была номинирована на DGA Award 2012 года в категории Outstanding Directorial Achievement in Children’s Programs.